# Campeonato colombiano 1955
El Campeonato colombiano 1955 fue el octavo torneo de la Categoría Primera A de fútbol profesional colombiano en la historia.

## Desarrollo
Aunque en esta temporada también jugaron 10 equipos, al igual que el año pasado, hubo varios cambios de clubes: Atlético Manizales desapareció, Unión Magdalena fue desafiliado por retirarse en la última fecha del campeonato anterior, Cúcuta Deportivo reapareció y Deportes Tolima jugó su primera temporada en el profesionalismo. El torneo se jugó a 3 rondas de todos contra todos.
El campeón de esta edición fue el Independiente Medellín, que obtuvo su primer título en la historia y el subcampeón fue Atlético Nacional, los dos situados en la ciudad de Medellín.
El argentino Felipe Marino fue el jugador clave del certamen al coronarse como máximo goleador y llevar al Independiente Medellín a la conquista del campeonato.
En los años de 1952 y 1953 Independiente Medellín estuvo por fuera del fútbol profesional colombiano debido a una terrible crisis económica, sin embargo sus directivos prepararon un gran regreso para 1954.
Hicieron dos grandes contrataciones: como director técnico al paraguayo Delfín Benítez Cáceres, y este a su vez recomendó a José Manuel Moreno, quien sería después el ídolo más grande de la época la afición roja.[cita requerida] También contrataron a Efraín "Caimán" Sánchez, Pedro Roque Retamozo, René Seghini, Felipe Marino, Carlos Arango y otros grandes jugadores de ese entonces.
Como consecuencia de las tantas y buenas contrataciones que realizó el Independiente Medellín, tuvieron buen fútbol, goles y triunfos, tanto así que le dieron el campeonato de 1955 a este equipo frente al Atlético Nacional luego de un triunfo en esa ciudad 1-3 siendo este el primer título en la historia del DIM.

## Datos de los clubes
| Equipo                 | Departamento       | Ciudad   |
| ---------------------- | ------------------ | -------- |
| América de Cali        | Valle del Cauca    | Cali     |
| Atlético Nacional      | Antioquia          | Medellín |
| Boca Juniors de Cali   | Valle del Cauca    | Cali     |
| Cúcuta Deportivo       | Norte de Santander | Cúcuta   |
| Deportivo Cali         | Valle del Cauca    | Cali     |
| Deportes Quindío       | Caldas             | Armenia  |
| Deportes Tolima        | Tolima             | Ibagué   |
| Independiente Medellín | Antioquia          | Medellín |
| Millonarios            | Bogotá, D. C.      | Bogotá   |
| Santa Fe               | Bogotá, D. C.      | Bogotá   |

## Clasificación
| Pos. | Equipo                 | Pts. | PJ | G  | E  | P  | GF | GC | Dif. | Clasificación |
| ---- | ---------------------- | ---- | -- | -- | -- | -- | -- | -- | ---- | ------------- |
| 1    | Independiente Medellín | 44   | 27 | 21 | 2  | 4  | 69 | 24 | +45  | Campeón.      |
| 2    | Atlético Nacional      | 39   | 27 | 16 | 7  | 4  | 63 | 35 | +28  |               |
| 3    | Deportes Quindío       | 37   | 27 | 15 | 7  | 5  | 66 | 37 | +29  |               |
| 4    | Millonarios            | 30   | 27 | 10 | 10 | 7  | 58 | 45 | +13  |               |
| 5    | Boca Juniors de Cali   | 28   | 27 | 11 | 6  | 10 | 45 | 43 | +2   |               |
| 6    | América de Cali        | 23   | 27 | 8  | 7  | 12 | 45 | 50 | −5   |               |
| 7    | Deportes Tolima        | 20   | 27 | 7  | 6  | 14 | 47 | 65 | −18  |               |
| 8    | Cúcuta Deportivo       | 20   | 27 | 8  | 4  | 15 | 47 | 71 | −24  |               |
| 9    | Santa Fe               | 18   | 27 | 5  | 8  | 14 | 33 | 58 | −25  |               |
| 10   | Deportivo Cali         | 11   | 27 | 3  | 5  | 19 | 34 | 79 | −45  |               |

 Fuente: Rsssf

## Resultados
Fecha 01 (abril 24)
| Boca Juniors | 4 | 1 | Tolima      |
| Cúcuta       | 2 | 2 | Millonarios |
| Medellín     | 5 | 2 | América     |
| Santa Fe     | 1 | 1 | Cali        |
| Quindío      | 2 | 2 | Nacional    |

Fecha 02 (abril 30)
| América     | 1 | 3 | Quindío      |
| Nacional    | 7 | 0 | Cúcuta       |
| Tolima      | 3 | 0 | Santa Fe     |
| Cali        | 1 | 3 | Medellín     |
| Millonarios | 1 | 2 | Boca Juniors |

Fecha 03 (mayo 08)
| Boca Juniors | 2 | 0 | Santa Fe |
| Cúcuta       | 3 | 1 | América  |
| Medellín     | 5 | 1 | Tolima   |
| Millonarios  | 1 | 2 | Nacional |
| Quindío      | 6 | 2 | Cali     |

Fecha 04 (mayo 15
| América  | 1 | 1 | Millonarios  |
| Nacional | 2 | 2 | Boca Juniors |
| Cali     | 2 | 4 | Cúcuta       |
| Santa Fe | 0 | 2 | Medellín     |
| Quindío  | 3 | 0 | Tolima       |

Fecha 05 (mayo 22)
| Nacional     | 1 | 0 | América  |
| Boca Juniors | 1 | 2 | Medellín |
| Cúcuta       | 2 | 1 | Tolima   |
| Millonarios  | 0 | 0 | Cali     |
| Quindío      | 3 | 1 | Santa Fe |

Fecha 06 (mayo 26)
| América  | 3 | 3 | Boca Juniors |
| Tolima   | 0 | 4 | Millonarios  |
| Cali     | 0 | 2 | Nacional     |
| Medellín | 4 | 2 | Quindío      |
| Santa Fe | 4 | 3 | Cúcuta       |

Fecha 07 (junio 02)
| América      | 3 | 1 | Cali     |
| Nacional     | 2 | 2 | Tolima   |
| Boca Juniors | 1 | 1 | Quindío  |
| Cúcuta       | 0 | 4 | Medellín |
| Millonarios  | 2 | 2 | Santa Fe |

Fecha 08 (junio 12)
| Boca Juniors | 0 | 0 | Cali        |
| Tolima       | 2 | 3 | América     |
| Medellín     | 6 | 1 | Millonarios |
| Santa Fe     | 2 | 2 | Nacional    |
| Quindío      | 1 | 1 | Cúcuta      |

Fecha 09 (junio 17)
| Nacional    | 1 | 2 | Medellín     |
| América     | 5 | 2 | Santa Fe     |
| Cúcuta      | 2 | 4 | Boca Juniors |
| Millonarios | 2 | 1 | Quindío      |
| Cali        | 1 | 2 | Tolima       |

Fecha 10 (julio 10)
| América     | 1 | 0 | Medellín     |
| Nacional    | 5 | 4 | Quindío      |
| Tolima      | 2 | 3 | Boca Juniors |
| Cali        | 0 | 2 | Santa Fe     |
| Millonarios | 6 | 2 | Cúcuta       |

Fecha 11 (julio 17)
| Boca Juniors | 0 | 2 | Millonarios |
| Cúcuta       | 3 | 1 | Nacional    |
| Medellín     | 3 | 2 | Cali        |
| Santa Fe     | 0 | 0 | Tolima      |
| Quindío      | 1 | 0 | América     |

Fecha 12 (julio 24)
| América  | 6 | 1 | Cúcuta       |
| Nacional | 3 | 3 | Millonarios  |
| Tolima   | 0 | 2 | Medellín     |
| Cali     | 0 | 4 | Quindío      |
| Santa Fe | 2 | 4 | Boca Juniors |

Fecha 13 (julio 31)
| Boca Juniors | 0 | 1 | Nacional |
| Cúcuta       | 2 | 2 | Cali     |
| Tolima       | 2 | 3 | Quindío  |
| Medellín     | 3 | 0 | Santa Fe |
| Millonarios  | 3 | 1 | América  |

Fecha 14 (agosto 07)
| América  | 0 | 1 | Nacional     |
| Tolima   | 3 | 0 | Cúcuta       |
| Cali     | 4 | 2 | Millonarios  |
| Medellín | 0 | 1 | Boca Juniors |
| Santa Fe | 1 | 3 | Quindío      |

Fecha 15 (agosto 14)
| Nacional     | 5 | 1 | Cali     |
| Boca Juniors | 0 | 1 | América  |
| Cúcuta       | 3 | 0 | Santa Fe |
| Millonarios  | 6 | 2 | Tolima   |
| Quindío      | 2 | 2 | Medellín |

Fecha 16 (agosto 21)
| Tolima   | 0 | 0 | Nacional     |
| Cali     | 4 | 2 | América      |
| Medellín | 3 | 2 | Cúcuta       |
| Santa Fe | 2 | 2 | Millonarios  |
| Quindío  | 4 | 1 | Boca Juniors |

Fecha 17 (agosto 27)
| América     | 3 | 3 | Tolima       |
| Nacional    | 2 | 1 | Santa Fe     |
| Cúcuta      | 1 | 3 | Quindío      |
| Cali        | 0 | 4 | Boca Juniors |
| Millonarios | 0 | 1 | Medellín     |

Fecha 18 (septiembre 04)
| Boca Juniors | 2 | 0 | Cúcuta      |
| Tolima       | 4 | 0 | Cali        |
| Medellín     | 2 | 1 | Nacional    |
| Santa Fe     | 2 | 1 | América     |
| Quindío      | 2 | 2 | Millonarios |

Fecha 19 (septiembre 11)
| América  | 0 | 2 | Medellín     |
| Nacional | 2 | 1 | Quindío      |
| Cúcuta   | 2 | 2 | Millonarios  |
| Tolima   | 1 | 2 | Boca Juniors |
| Santa Fe | 2 | 3 | Cali         |

Fecha 20 (septiembre 18)
| Cúcuta      | 0 | 3 | Nacional     |
| Tolima      | 1 | 1 | Santa Fe     |
| Medellín    | 7 | 1 | Cali         |
| Millonarios | 3 | 1 | Boca Juniors |
| Quindío     | 1 | 1 | América      |

Fecha 21 (septiembre 25)
| Nacional | 2 | 2 | Millonarios  |
| Cúcuta   | 1 | 2 | América      |
| Tolima   | 2 | 0 | Medellín     |
| Santa Fe | 1 | 1 | Boca Juniors |
| Quindío  | 3 | 2 | Cali         |

Fecha 22 (octubre 02)
| Boca Juniors | 1 | 3 | Nacional |
| Cali         | 1 | 3 | Cúcuta   |
| Tolima       | 2 | 1 | Quindío  |
| Medellín     | 2 | 0 | Santa Fe |
| Millonarios  | 1 | 1 | América  |

Fecha 23 (octubre 09)
| América     | 0 | 2 | Nacional     |
| Cúcuta      | 5 | 1 | Tolima       |
| Medellín    | 4 | 0 | Boca Juniors |
| Millonarios | 2 | 0 | Cali         |
| Quindío     | 5 | 0 | Santa Fe     |

Fecha 24 (octubre 12)
| Nacional     | 3 | 2 | Cali        |
| Boca Juniors | 2 | 2 | América     |
| Tolima       | 2 | 4 | Millonarios |
| Santa Fe     | 4 | 1 | Cúcuta      |
| Quindío      | 0 | 0 | Medellín    |

Fecha 25 (octubre 23)
| Cali        | 0 | 3 | América      |
| Nacional    | 6 | 2 | Tolima       |
| Quindío     | 3 | 0 | Boca Juniors |
| Cúcuta      | 1 | 3 | Medellín     |
| Millonarios | 2 | 0 | Santa Fe     |

Fecha 26 (octubre 30)
| Boca Juniors | 3 | 0 | Cali        |
| Tolima       | 4 | 1 | América     |
| Medellín     | 2 | 1 | Millonarios |
| Santa Fe     | 2 | 1 | Nacional    |
| Quindío      | 2 | 1 | Cúcuta      |

Fecha 27 (noviembre 06)
| Nacional    | 1 | 0 | Medellín     |
| América     | 1 | 1 | Santa Fe     |
| Cúcuta      | 2 | 1 | Boca Juniors |
| Millonarios | 1 | 2 | Quindío      |
| Tolima      | 4 | 4 | Cali         |

| 1955                   | AME     | BJC     | CAL     | CUC     | DIM     | MIL     | NAL     | QUI     | SFE     | TOL     |
| América de Cali        |         | 3:3 2:2 | 3:1 3:0 | 6:1     | 1:0 0:2 | 1:1     | 0:1 0:2 | 1:3     | 5:2 1:1 | 3:3     |
| Boca Juniors de Cali   | 0:1     |         | 0:0 3:0 | 2:0     | 1:2     | 0:2     | 0:1 1:3 | 1:1     | 2:0     | 4:1     |
| Deportivo Cali         | 4:2     | 0:4     |         | 2:4 1:3 | 1:3     | 4:2     | 0:2     | 0:4     | 0:2     | 1:2     |
| Cúcuta Deportivo       | 3:1 1:2 | 2:4 2:1 | 2:2     |         | 0:4 1:3 | 2:2 2:2 | 3:1 0:3 | 1:3     | 3:0     | 2:1 5:1 |
| Independiente Medellín | 5:2     | 0:1 4:0 | 3:2 7:1 | 3:2     |         | 6:1 2:1 | 2:1     | 4:2     | 3:0 2:0 | 5:1     |
| Millonarios            | 3:1 1:1 | 1:2 3:1 | 0:0 2:0 | 6:2     | 0:1     |         | 1:2     | 2:1 1:2 | 2:2 2:0 | 6:2     |
| Atlético Nacional      | 1:0     | 2:2     | 5:1 3:2 | 7:0     | 1:2 1:0 | 3:3 2:2 |         | 5:4 2:1 | 2:1     | 2:2 6:2 |
| Deportes Quindío       | 1:0 1:1 | 4:1 3:0 | 6:2 3:2 | 1:1 2:1 | 2:2 0:0 | 2:2     | 2:2     |         | 3:1 5:0 | 3:0     |
| Independiente Santa Fe | 2:1     | 2:4 1:1 | 1:1 2:3 | 4:3 4:1 | 0:2     | 2:2     | 2:2 2:1 | 1:3     |         | 0:0     |
| Deportes Tolima        | 2:3 4:1 | 2:3 1:2 | 4:0 4:4 | 3:0     | 0:2 2:0 | 0:4 2:4 | 0:0     | 2:3 2:1 | 3:0 1:1 |         |

- Torneo jugado a tres (3) rondas, donde se daba ventaja de localía a los equipos peor situados económicamente.

|                                            |
| Bandera de Colombia                        |
| Campeón Independiente Medellín 1.er título |

## Goleadores
| Jugador          | Equipo                 | Goles |
| ---------------- | ---------------------- | ----- |
| Felipe Marino    | Independiente Medellín | 22    |
| Jorge Roa        | Millonarios            | 21    |
| Fernando Rengifo | Boca Juniors de Cali   | 20    |
| Alfredo Castillo | Millonarios            | 17    |
| Humberto Álvarez | Atlético Nacional      | 16    |
| Orlando Larraz   | Independiente Medellín | 14    |